# Wydawnictwo Warstwy
Wydawnictwo Warstwy – oficyna istnieje od 2014 roku, a od 2016 jest częścią Wrocławskiego Domu Literatury. Wydaje poezję, prozę, krytykę literacką i esej, a także literaturę dla dzieci.
Publikuje zwłaszcza rzeczy niszowe, eksperymentalne, z pogranicza literatury i innych sztuk, archiwa zapomnianych twórców, przekłady i wznowienia. Ważnym elementem działań jest też dziedzictwo polskiej szkoły ilustracji. Znakiem firmowym oficyny jest dbałość o stronę edytorską książek, co zaowocowało szeregiem nagród i wyróżnień przyznanych na przestrzeni ostatnich kilku lat.
Pierwszym redaktorem naczelnym wydawnictwa był Jarosław Borowiec.

## Nagrody, wyróżnienia i nominacje[6]
- Wdech i wydech, Dominika Horodecka – Nominacja do Nagrody Literackiej Gdynia w kategorii Proza, Nominacja do Nagrody Literackiej im. Witolda Gombrowicza
- Antena, Serhij Żadan, przekład Bohdan Zadura – Nagroda Translatorska “Literatury na Świecie” w kategorii Poezja; Nominacja w 60. Konkursie PTWK Najpiękniejsze Książki Roku 2020
- Piach, Urszula Zajączkowska – Nominacja do Nagrody im. Wisławy Szymborskiej; Nominacja do Nagrody Orfeusz; Nominacja w 60. Konkursie PTWK Najpiękniejsze Książki Roku 2020
- Nie ma takich kobiet, Violetta Nowakowska – Nominacja w 60. Konkursie PTWK Najpiękniejsze Książki Roku 2020
- Sąsiadki. 10 poetek czeskich – antologia, przekład Zofia Bałdyga – Nagroda Translatorska “Literatury na Świecie” w kategorii Nowa Twarz.
- Spis treści, Adam Kaczanowski i Piotr Janicki – Nagroda Literacka Prezydenta Miasta Białegostoku im. Wiesława Kazaneckiego
- Magnetyzm, Petro Jacenko, przekład Marcin Gaczkowski – Nominacja do Literackiej Nagrody Europy Środkowej Angelus
- Listy miłosne i nie, Rafał Wojaczek – Wyróżnienie w 60. Konkursie PTWK Najpiękniejsze Książki Roku 2019.
- Zapomnienie, Tania Malarczuk, przekład Marcin Gaczkowski – Nominacja do Literackiej Nagrody Europy Środkowej Angelus 2020.
- Kochankowie Justycji, Jurij Andruchowycz, przekład: Ola Hnatiuk, Katarzyna Kotyńska – Nominacja do Nagrody Literackiej im. Jana Michalskiego.
- Dom dla Doma, Wiktoria Amelina, przekład Katarzyna Kotyńska – Nominacja do Nagrody Drahomanowa 2020 dla Katarzyny Kotyńskiej za tłumaczenie.
- Wiersze przeczytane, Tadeusz Różewicz – Nagroda Honorowa w 55. Konkursie PTWK Najpiękniejsze Książki Roku 2014.
- Wiersze i poematy z “Twórczości” (1946-2005), Tadeusz Różewicz – Wyróżnienie w 58. konkursie PTWK Najpiękniejsze Książki Roku 2017; Wyróżnienie w konkursie Polish Graphic Design Awards 2017 – Łukasz Paluch (AnoMalia art studio) w kategorii Beletrystyka / publicystyka / reportaż.
- Minimum, Urszula Zajączkowska – Nominacja w 57. Konkursie PTWK Najpiękniejsze Książki Roku 2016; Nagroda Fundacji im. Kościelskich 2017; Nagroda w Konkursie na Książkę Edytorsko Doskonałą “Edycja 2016/2017”; Nominacja do Nagrody Poetyckiej Silesius 2017.
- Śmietnik, Tadeusz Różewicz, Adam Hawałej – Nagroda Honorowa w 57. Konkursie PTWK Najpiękniejsza Książka Roku 2016.
- Śmiechu warte, Jan Brzechwa, ilustracje Paweł Mildner – Wyróżnienie w konkursie Polish Graphic Design Awards 2018 – w kategorii Ilustracja książkowa.
- Wiosenne obrazki, Stanisław Młodożeniec, ilustracje Piotr Młodożeniec – Nominacja w konkursie Polskiej Sekcji IBBY Książka Roku 2018 w kategorii graficznej.
- Mój Lwów, Józef Wittlin – Nominacja w 58. Konkursie PTWK Najpiękniejsze Książki Roku 2017.
- GET Eugeniusza Stankiewicza, Mirosław Ratajczak – Nagroda Wydawnicza “Silesiana” dla najlepszej publikacji promującej Dolny Śląsk; Wyróżnienie w 56. Konkursie PTWK Najpiękniejsze Książki Roku 2015.
- abc.de, Iwona Chmielewska – Nominacja do nagrody Deutscher Jugendliteraturpreis 2016 w kategorii non-fiction; Wyróżnienie w 56. Konkursie PTWK Najpiękniejsze Książki Roku 2015.
- Bajki, Erna Rosenstein, ilustracje Karol Banach – Nominacja w 55. Konkursie PTWK Najpiękniejsze Książki Roku 2014; Złoty medal dla Karola Banacha za ilustracje na 3x3 International Illustration Show No.12 (dział – studenci); Wyróżnienie honorowe w konkursie Polskiej Sekcji IBBY Książka Roku 2015 w kategorii grafika i ilustracja.
- Czary na Białym, Magdalena Mrozińska, ilustracje Maria Dek – Wyróżnienie w konkursie Polskiej Sekcji IBBY Książka Roku 2016 w kategorii grafika i ilustracja; Wyróżnienie w 57. Konkursie PTWK Najpiękniejsze Książki Roku 2016.
- Tysiąc pierdołek, Jerzy Pluta – Wyróżnienie w 57. Konkursie PTWK Najpiękniejsze Książki Roku 2016.
- Zwierzydełka, Robert Stiller, ilustracje Daniel Mróz – Wyróżnienie w 57. Konkursie PTWK Najpiękniejsze Książki Roku 2016; Nagroda Honorowa Towarzystwa Bibliofilów Polskich w Warszawie 2016.
- Wiersze dla dzieci, Stanisław Grochowiak, ilustracje Gosia Herba – Honorowe wyróżnienie w konkursie Polskiej Sekcji IBBY Książka Roku 2017 w kategorii grafika.
- Oczy, Joanna Chmielewska – Wyróżnienie w 55. Konkursie PTWK Najpiękniejsze Książki Roku 2014; Książka wpisana na Listę Skarbów Muzeum Książki Dziecięcej 2014.
- Fruwajka, Piotr Sommer – Wyróżnienie w 55. Konkursie PTWK Najpiękniejsze Książki Roku 2014.
- Wiersze zebrane, Stanisław Grochowiak – Wyróżnienie w konkursie Polish Graphic Design Awards 2017 – Emilka Bojańczyk (Podpunkt) w kategorii Beletrystyka / publicystyka / reportaż; Nominacje w 58. Konkursie PTWK Najpiękniejsze Książki Roku 2017.

## Autorzy, których książki ukazały się w Warstwach (wybór)[7]
Jurij Andruchowycz, Tomasz Bąk, Stanisław Bereś, Maciej Bobula, Andrij Bondar, Jan Brzechwa, Iwona Chmielewska, Krystyna Czerni, Maria Dek, Stanisław Dróżdż, Janusz Drzewucki, Rafał Dutkiewicz, Andrzej Falkiewicz, Jerzy Ficowski, Julia Fiedorczuk, Darek Foks, Jerzy Franczak, Konstanty I. Gałczyński, Stanisław Grochowiak, Mariusz Grzebalski, Gosia Herba, Dominika Horodecka, Petro Jacenko, Piotr Janicki, Adam Kaczanowski, Tymoteusz Karpowicz, Ludwik Jerzy Kern, Bogusław Kierc, Adam Kilian, Jakub Kornhauser, Ewa Kozyra-Pawlak, Jerzy Kronhold, Gosia Kulik, Marcin Kurek, Małgorzata Lebda, Grażyna Lutosławska, Jacek Łukasiewicz, Jerzy Łukosz, Karol Maliszewski, Piotr Matywiecki, Paweł Mildner, Piotr Młodożeniec, Stanisław Młodożeniec, Daniel Odija, Edward Pasewicz, Paweł Pawlak, Kira Pietrek, Mieczysław Piotrowski, Jerzy Pluta, Mieczysław Porębski, Marcin Przybyłko, Mirosław Ratajczak, Maciej Robert, Anna Romaniuk, Robert Romanowicz, Erna Rosenstein, Joanna Roszak, Tadeusz Różewicz, Piotr Sommer, Ewa Sonnenberg, Janusz Stanny, Andrzej Sosnowski, Jadwiga Stańczakowa, Robert Stiller, Ewa Szumańska, Adam Wiedemann, Jan Wilkowski, Przemysław Witkowski, Józef Wittlin, Rafał Wojaczek, Agnieszka Wolny-Hamkało, Jurij Wynnyczuk, Jerzy Wypych, Bohdan Zadura, Urszula Zajączkowska, Stanisław Zamecznik, Aleksandra Zasępa, Andrzej Zawada, Serhij Żadan